# Plagusia integripes
Plagusia integripes is een krabbensoort uit de familie van de Plagusiidae. De wetenschappelijke naam van de soort is voor het eerst geldig gepubliceerd in 1973 door Garth.